# Frederick Scarlett
Alexander Frederick Yorke Scarlett –conocido como Fred Scarlett– (Ashford, 29 de abril de 1975) es un deportista británico que compitió en remo.
Participó en los Juegos Olímpicos de Sídney 2000, obteniendo una medalla de oro en la prueba de ocho con timonel. Ganó una medalla de plata en el Campeonato Mundial de Remo de 1999, en la misma prueba.

## Palmarés internacional
| Juegos Olímpicos   | Juegos Olímpicos        | Juegos Olímpicos | Juegos Olímpicos |
| Año                | Lugar                   | Medalla          | Prueba           |
| ------------------ | ----------------------- | ---------------- | ---------------- |
| 2000               | Sídney (Australia)      | Medalla de oro   | Ocho con timonel |
| Campeonato Mundial |                         |                  |                  |
| Año                | Lugar                   | Medalla          | Prueba           |
| 1999               | St. Catharines (Canadá) | Medalla de plata | Ocho con timonel |